# Galléros hegyifogoly
A galléros hegyifogoly vagy Rickett erdeifoglya (Arborophila gingica) a madarak osztályának tyúkalakúak (Galliformes) rendjébe és a fácánfélék (Phasianidae) családjába tartozó faj.

## Rendszerezése
A fajt Johann Friedrich Gmelin német természettudós írta le 1789-ben, a Tetrao nembe Tetrao gingicus néven.

## Előfordulása
Délkelet-Ázsiában, Kína délkeleti részén honos. A természetes élőhelye szubtrópusi és trópusi száraz erdők és cserjések.

## Megjelenése
Testhossza  25-30 centiméter. A hímnek fehér folt van a homlokán.

## Veszélyeztetettsége
A népessége súlyosan szétaprózott és továbbra is csökken, mivel élőhelyei folyamatosan fogynak.

## Külső hivatkozások
- Képek az interneten a fajról
- Internet Bird Collection - videók a fajról